# فرانک هاینمن
فرانک هاینمن (انگلیسی: Frank Heinemann؛ زادهٔ ۸ ژانویهٔ ۱۹۶۵) بازیکن فوتبال اهل آلمان است.
از باشگاه‌هایی که در آن بازی کرده‌است می‌توان به باشگاه فوتبال بوخوم اشاره کرد.